# 宮―学
宮―学（きゅーがく）は、日本の漫画家。主に青年誌に作品が掲載される。

## 概要
主に青年向けの商業誌で活躍中。登場人物の表情の表現が豊かで衣装も細部まで描かれている。ヤングチャンピオン烈Vol.11で読みきりが掲載され、反響が大きくVol.21にも掲載された。

## 主要作品
- 怪盗メイド♥ミユキ Vol.11掲載
- アニメーターのお仕事 Vol.21掲載
  - 新人アニメーター神田りりこが理想と現実の狭間でチーフの佐藤鉄二と共に奮闘する物語。
- 朝霧の夕 Vol.23掲載

### 掲載誌
- ヤングチャンピオン烈 （秋田書店）